# Liste des cathédrales du Brésil
Cet article recense les cathédrales du Brésil.

## Liste
En 2024, le Brésil compte 279 cathédrales, 11 cocathédrales et 2 procathédrales. Quasiment tous ces édifices sont des églises de l'Église catholique (et, dans quelque cas, des cathédrales des Églises catholiques orientales), mais le pays compte également une cathédrale anglicane (dans le Rio Grande do Sul) et une cathédrale orthodoxe (à São Paulo).
Le tableau suivant récapitule le nombre de cathédrales, cocathédrales et procathédrales pour chaque État du Brésil.
| Région              | Cathédrales | Cocathédrales | Procathédrales | Total |
| ------------------- | ----------- | ------------- | -------------- | ----- |
| Acre                | 2           | 0             | 0              | 2     |
| Alagoas             | 3           | 1             | 0              | 4     |
| Amapá               | 1           | 0             | 0              | 1     |
| Amazonas            | 10          | 1             | 0              | 11    |
| Bahia               | 23          | 1             | 1              | 25    |
| Ceará               | 9           | 0             | 0              | 9     |
| District fédéral    | 2           | 0             | 0              | 2     |
| Espírito Santo      | 4           | 0             | 0              | 4     |
| Goiás               | 11          | 1             | 0              | 12    |
| Maranhão            | 12          | 0             | 0              | 12    |
| Mato Grosso         | 9           | 2             | 0              | 11    |
| Mato Grosso do Sul  | 7           | 0             | 0              | 7     |
| Minas Gerais        | 28          | 1             | 0              | 29    |
| Pará                | 14          | 0             | 0              | 14    |
| Paraíba             | 5           | 0             | 0              | 5     |
| Paraná              | 20          | 1             | 0              | 21    |
| Pernambouc          | 10          | 1             | 0              | 11    |
| Piauí               | 8           | 0             | 0              | 8     |
| Rio de Janeiro      | 11          | 1             | 0              | 12    |
| Rio Grande do Norte | 3           | 0             | 0              | 3     |
| Rio Grande do Sul   | 19          | 0             | 0              | 19    |
| Rondônia            | 3           | 0             | 0              | 3     |
| Roraima             | 1           | 0             | 0              | 1     |
| Santa Catarina      | 10          | 0             | 0              | 10    |
| São Paulo           | 46          | 1             | 0              | 47    |
| Sergipe             | 3           | 0             | 0              | 3     |
| Tocantins           | 5           | 0             | 1              | 6     |
| Total               | 279         | 11            | 2              | 292   |